# Petrovy kameny
Petrovy kameny (historyczna nazwa niem. Peterstein, cz. Petrova skála) – szczyt (góra) o wysokości 1447 m n.p.m. (podawana jest też wysokość 1446 m n.p.m. , 1446,0 m n.p.m.  lub 1438,0 m n.p.m. ), będący grupą skalną w paśmie górskim Wysokiego Jesionika (cz. Hrubý Jeseník), w północno-wschodnich Czechach, w Sudetach Wschodnich, w obrębie gminy Malá Morávka, na historycznej granicy Śląska i Moraw, oddalony o około 1,6 km na południe od szczytu góry Pradziad (cz. Praděd), leżący na jego głównym grzbiecie (grzebieniu), pomiędzy szczytami Pradziad i Vysoká hole. Rozległość góry (powierzchnia stoków) szacowana jest na około 2,1 km², a średnie nachylenie wszystkich stoków wynosi około 11°.

## Historia
Nazwa góry Petrovy kameny pochodzi z legendy, w której to pewien kowal Petr ze swoją ukochaną, prześladowaną przez nieżyczliwego ojca, administratora dóbr ziemskich schronili się na niej pewnej burzliwej nocy. Uciekając na górę, zostali uratowani, dotykając się na szczycie „czarnego kamienia”. Od imienia owego kowala nazwano górę Petrovy kameny.
Góra z uwagi na swój charakterystyczny kształt wierzchołka i usytuowanie, owiana jest aurą tajemniczości i ma w swojej historii złe skojarzenia. Była wymieniana jako miejsce sabatów podczas średniowiecznych procesów inkwizycyjnych, toczących się w księstwie nyskim biskupów wrocławskich i państwie velkolosińskim. Cesarz Leopold I Habsburg około 1680 roku, mając zgodę konsystorza z Ołomuńca (cz. Olomouc), zarządził pokropienie góry święconą wodą. 20 czerwca 1682 roku górę poświęcono, odprawiając jednocześnie egzorcyzmy i stawiając kamienny słup z reliefowym obrazem Maryi o wymiarach (60 × 60) cm, a później rzeźbę św. Piotra. Słup z reliefem i rzeźbą nie przetrwał próby czasu. Zniszczony został pod koniec XVIII w., w czasach reform józefińskich. Jego fragmenty odnaleziono na górze w latach 70. XX w.

## Charakterystyka

### Lokalizacja

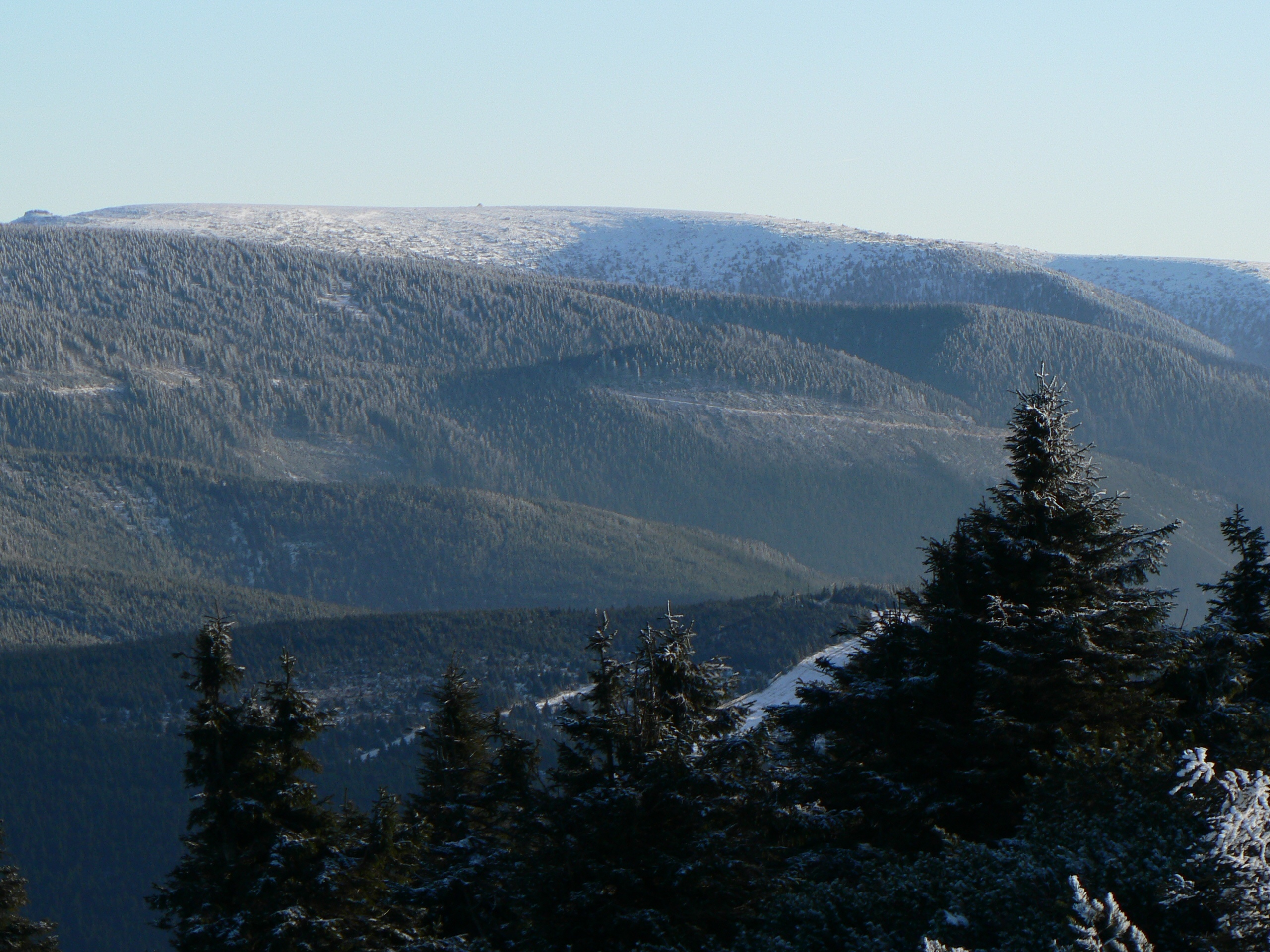
Widok z góry Červená hora na szczyt Petrovy kameny i górę Vysoká hole z widoczną z lewej u góry przełęczą Sedlo u Petrových kamenů (2009 rok)

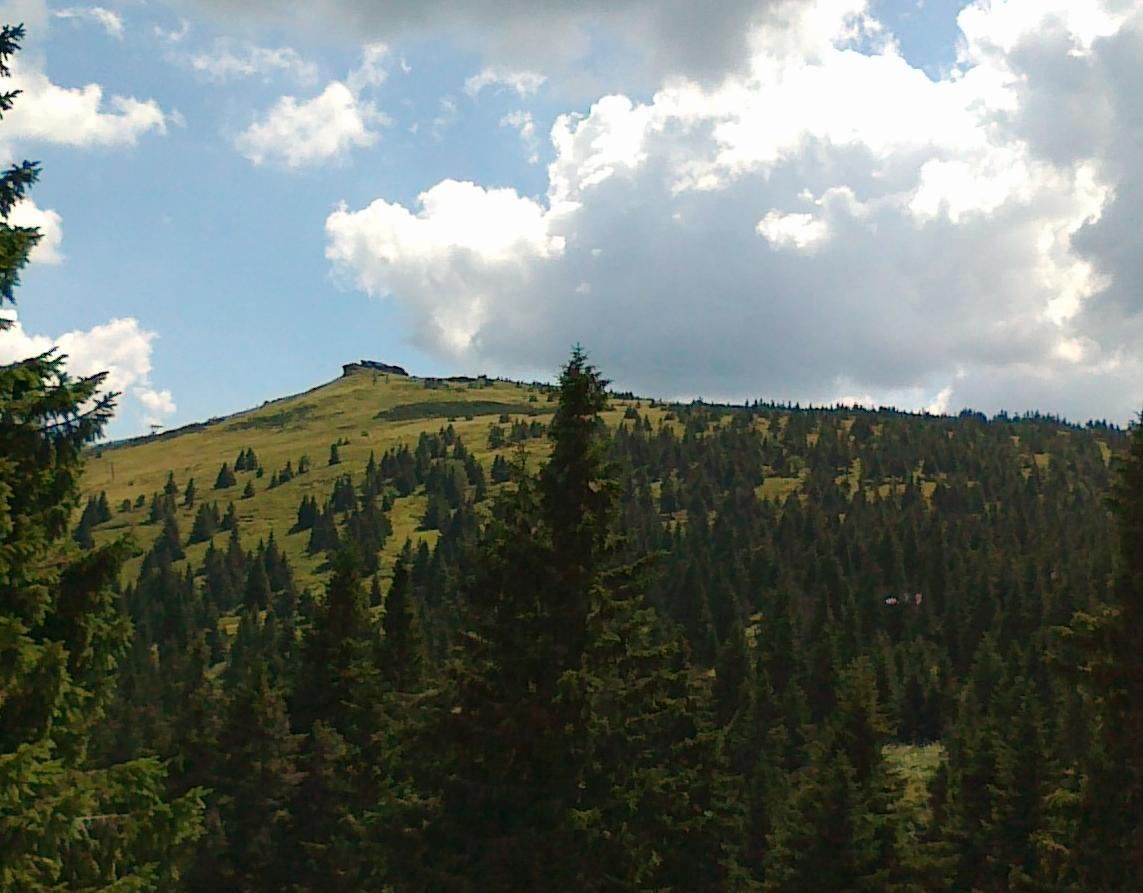
Widok sprzed schroniska Barborka na szczyt Petrovy kameny (2015 rok)

Góra Petrovy kameny położona jest niemalże w centrum pasma Wysokiego Jesionika, leżąca w części Wysokiego, Jesionika, w środkowo-wschodnim obszarze (mikroregionu) o nazwie Masyw Pradziada (cz. Pradědská hornatina), położona na jego grzbiecie głównym (grzebieniu), ciągnącym się od przełęczy Červenohorské sedlo do przełęczy Skřítek. Jest szczytem dobrze rozpoznawalnym z daleka (widocznym w pobliżu wieży Pradziada). Ma charakterystyczny kształt „zęba” grupy skalnej wystającej ze szczytu góry. Dobrze widoczna i rozpoznawalna z drogi okalającej połać szczytową góry Pradziad (widoczna w linii patrzenia na tle góry Vysoká hole) czy też z innego charakterystycznego punktu widokowego – z drogi okalającej szczyt góry Dlouhé stráně. Jest czwartym co do wysokości szczytem Wysokiego Jesionika (po szczytach: Pradziad, Vysoká hole, Vysoká hole–JZ) i jednocześnie czwartym w Masywie Pradziada. 
Górę ograniczają: od północy przełęcz U Barborky i dolina potoku Biała Opawa (cz. Bílá Opava), od wschodu dolina krótkiego, nienazwanego potoku, będącego dopływem potoku Biała Opawa, od południa przełęcz Sedlo u Petrových kamenů, od południowego zachodu dolina potoku o nazwie Sviní potok, płynącego w żlebie Sviní žleb oraz od zachodu dolina potoku Velký Dědův potok, płynącego w żlebie Důl Velkeho Děda. W otoczeniu góry znajdują się następujące szczyty: od północy Pradziad, od północnego wschodu Praděd–V i Ostrý vrch, od wschodu Hradečná, od południa Vysoká hole–JZ i Vysoká hole, od południowego zachodu Nad soutokem oraz od północnego zachodu Divoký kámen.       

### Stoki
W obrębie góry można wyróżnić cztery następujące zasadnicze stoki:
- północny
- północno-wschodni
- południowo-zachodni
- zachodni

Wszystkie stoki są zalesione mniej więcej od wysokości 1360 m n.p.m. w dół – w zdecydowanej większości borem świerkowym. Powyżej zgodnie z piętrowym układem stref klimatyczno-roślinnych dominują hale wysokogórskie, pokryte łąką i łanami kosodrzewiny. Na stokach występują nieliczne przerzedzenia, polany i przecinki stokowe, na których wytyczono trasy narciarstwa zjazdowego. Ponadto na stokach brak jest większych skalisk czy grup skalnych.
Stoki mają stosunkowo łagodne, niejednolite i mało zróżnicowane nachylenia. Średnie nachylenie stoków waha się bowiem od 9° (stok północny) do 13° (stok zachodni). Średnie nachylenie wszystkich stoków góry (średnia ważona nachyleń stoków) wynosi około 11°. Maksymalne średnie nachylenie u podnóża stoku południowo-zachodniego w pobliżu płynącego potoku Sviní potok (żleb Sviní žleb) na odcinku 50 m nie przekracza 40°. Przez stok północno-wschodni przebiega droga pokryta asfaltem tzw. Ovčárenská silnice na trasie Hvězda – hotel górski Ovčárna i dalej na szczyt Pradziada. Z uwagi na wąską drogę Ovčárenská silnice, ruch w kierunku przełęczy Hvězda odbywa się wahadłowo, regulowany otwieranym szlabanem i sygnalizacją świetlną. Wokół tej drogi znajduje się baza turystyczna z hotelami i schroniskami. Ponadto przy drodze tej znajduje się płatny parking, przystanek linii autobusowej z połączeniem do miejscowości Karlova Studánka i Malá Morávka oraz stacja Pogotowia Górskiego. Poza wyznaczonymi szlakami turystycznymi, stoki pokryte są nielicznymi drogami i na ogół nieoznakowanymi ścieżkami (szczególnie stok południowo-zachodni). Przemierzając je, zaleca się korzystanie ze szczegółowych map, z uwagi na zawiłości ich przebiegu, zalesienie oraz zorientowanie w terenie.

### Szczyt

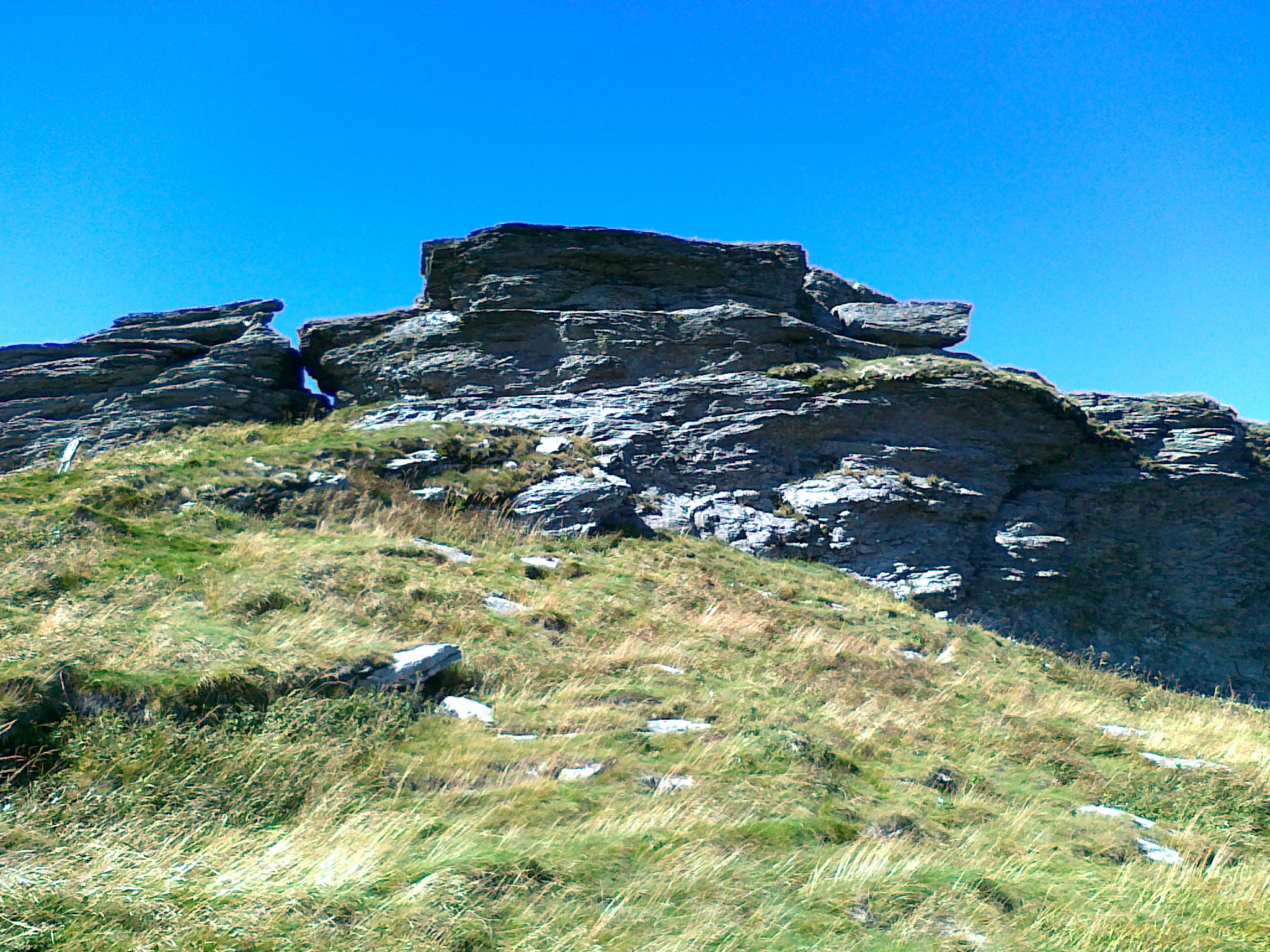
Skalisko szczytowe góry Petrovy kameny (2020 rok)

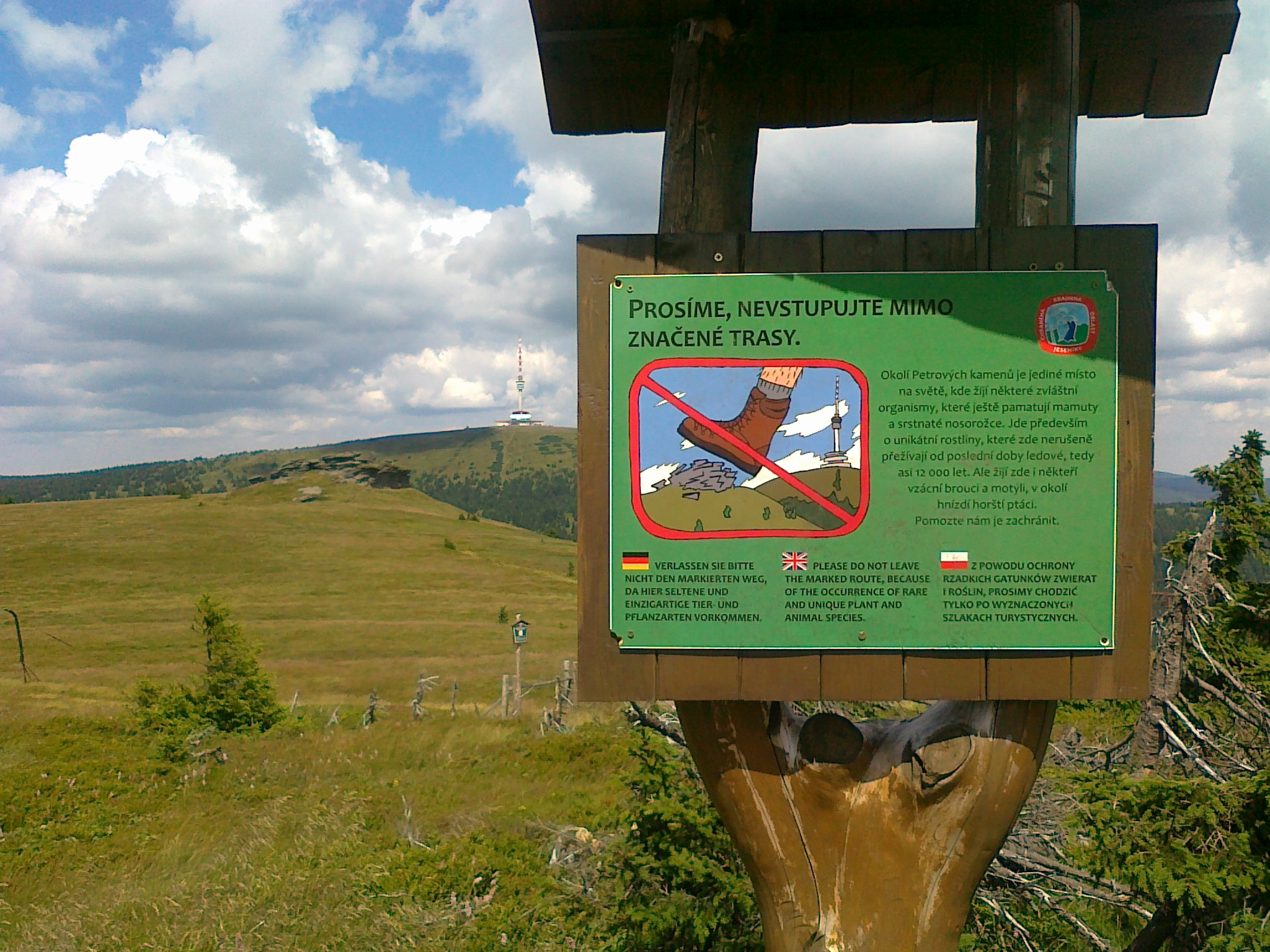
Czterojęzyczna tablica informacyjna o zakazie wstępu na szczyt Petrovy kameny (2015 rok)

Szczyt jest grupą skalną o wymiarach około (45 × 10) m i wysokości około 7 m, złożoną z trzech głównych skalisk. Wyszczerbiony kształt grupa skalna zawdzięcza procesowi intensywnego wietrzenia mrozowego. Szczyt jest punktem widokowym na otaczające szczyty gór i pasma górskie w okresie ośnieżenia, natomiast w okresie mniej więcej od wiosny do jesieni, z uwagi na ochronę cennego ekosystemu utworzonego tu narodowego rezerwatu przyrody Praděd przebywanie na szczycie jest zabronione. Ostrzegają o tym specjalnie ustawione tablice przy wytyczonym w pobliżu czerwonym szlaku turystycznym  oraz dodatkowo przy samym szczycie. Ponadto wokół połaci szczytowej góry przebiega droga na trasie od skrzyżowania turystycznego Ovčárna (chata, bus), z podaną na tablicy informacyjnej wysokością 1302 m, do czerwonego szlaku turystycznego , która jest zagrodzona szlabanem (dostępna jedynie służbom leśnym). Od drogi tej biegnie orientacyjna ścieżka do szczytu. Na połaci szczytowej i grupie skalnej nie ma punktu geodezyjnego z określoną wysokością. Na podstawie szczegółowej mapy Państwowego urzędu geodezyjnego o nazwie (cz. Český úřad zeměměřický a katastrální (CÚZK)) najwyższy punkt grupy skalnej (mniej więcej środkowe skalisko) ma wysokość 1447,2 m n.p.m. oraz współrzędne geograficzne (50°04′06,58″N 17°14′01,73″E/50,068494 17,233814). Połać szczytowa pokryta jest na ogół łąką wysokogórską.

### Geologia
Pod względem geologicznym góra Petrovy kameny należy do jednostki określanej jako warstwy vrbneńskie i zbudowana jest ze skał metamorficznych: głównie blasto-mylonitów, gnejsów, fyllitów, fyllonitów (muskowitów, biotytów, chlorytów), łupków zieleńcowych oraz skał magmowych: głównie meta-granitoidów.

### Wody
Grzbiet główny (grzebień) góry Pradziad, biegnący od przełęczy Skřítek do przełęczy Červenohorské sedlo oraz dalej do przełęczy Ramzovskiej (cz. Ramzovské sedlo) jest częścią granicy Wielkiego Europejskiego Działu Wodnego, dzielącej zlewiska Morza Bałtyckiego i Morza Czarnego . 
Góra leży na tej granicy, na zlewiskach Morza Bałtyckiego (dorzecze Odry) na stoku północno-wschodnim oraz Morza Czarnego (dorzecze Dunaju) na stokach: zachodnim i południowo-zachodnim. W obrębie góry nie występują m.in. wodospady czy kaskady.

## Ochrona przyrody
Cała góra oprócz obszaru enklawy na zabudowę wokół drogi Ovčárenská silnice oraz dolnych partii stoków zachodniego i południowo-zachodniego (od mniej więcej wysokości 1350 m n.p.m. w dół) znajduje się w otoczeniu narodowego rezerwatu przyrody Praděd powstałego w 1991 roku o powierzchni około 2031 ha, z połączenia 6 odrębnych rezerwatów: Petrovy kameny, Velká kotlina, Malá kotlina, Vrchol Pradědu, Divoký důl i Bílá Opava, będącego częścią wydzielonego obszaru objętego ochroną o nazwie Obszar Chronionego Krajobrazu Jesioniki (cz. Chráněná krajinná oblast (CHKO) Jeseníky), a utworzonego w celu ochrony utworów skalnych, ziemnych i roślinnych oraz rzadkich gatunków zwierząt.

### Rezerwat przyrody Petrovy kameny
Rezerwat przyrody Petrovy kameny został utworzony na stoku północno-wschodnim, powyżej hotelu górskiego Ovčárna na obszarze około 19,1 ha w celu ochrony unikalnej w skali europejskiej, rzadkiej roślinności wysokogórskiej, która od czasów epoki lodowcowej przetrwała około 12 000 lat. Przedmiotem ochrony są gleby oraz flora i fauna. Występują tu cenne rośliny jak np. porosty i mchy oraz krzewy. Stwierdzono tu między innymi występowanie gatunków endemicznych. Należą do nich: dzwonek jesionicki (łac. Campanula gelida) oraz wiechlina jesionicka (łac. Poa riphaea). Poza tym występuje tu wiele innych cennych gatunków, takich jak: jastrzębiec alpejski (łac. Hieracium alpinum L.), zawilec narcyzowaty (łac. Anemone narcissiflora L.), dzwonek brodaty (łac. Campanula barbata L.), wierzba zielna (łac. Salix herbacea L.), sit skucina (łac. Juncus trifidus L.), rzeżucha rezedolistna (łac. Cardamine resedifolia L.) czy widlicz alpejski (łac. Didhasiastrum alpinum L.). 
W rezerwacie zaobserwowano występowanie rzadkich gatunków chrząszczy np. (łac. Simplocaria metallica) czy (łac. Aphodius limbollarius) oraz motyli. Rezerwat był również jednym z pierwszych rejonów, w którym osiedliły się w 1913 roku sprowadzone z Alp kozice.
Rezerwat nie jest udostępniony dla turystów, nie prowadzi tam żaden znakowany szlak turystyczny. Można jedynie podziwiać jego urok z obejmujących go szlaków. W 1991 roku rezerwat włączono do utworzonego kompleksowego narodowego rezerwatu przyurody Praděd. Duże zasługi w poznaniu uroku rezerwatu miał czeski botanik niemieckiego pochodzenia prof. Friedrich Kolenati, który zmarł w 1864 roku podczas badań rezerwatu. Ku jego czci na skalisku umieszczono tablicę pamiątkową.

### Ścieżki dydaktyczne
W celu ochrony unikalnego ekosystemu przez górę wyznaczono w 2009 roku ścieżkę dydaktyczną (cz. Naučná stezka Po hřebenech – světem horských luk) o długości 12 km na odcinku:
 Ovčárna – Skřítek (z 12 stanowiskami obserwacyjnymi na trasie)
Ponadto przez górę przebiega inna ścieżka dydaktyczna (cz. NS Se skřítkem okolím Pradědu) o długości 3,7 km na trasie:
 góra Malý Děd – schronisko Švýcárna – szczyt Pradziad – góra Petrovy kameny (z 8 stanowiskami obserwacyjnymi)

## Turystyka
W odległości około (450–600) m w kierunku północno-wschodnim od szczytu, przy drodze Hvězda – Pradziad, na stoku góry Petrovy kameny znajdują się hotele górskie: Ovčárna i Figura oraz schronisko Sabinka. Nieco dalej, bo około 1,6 km na północ od szczytu, na wieży Pradziad: hotel Praděd, około 900 m na północ od szczytu schronisko Barborka i około 1 km na północny wschód od szczytu hotel Kurzovní chata. Ponadto w odległości około 600 m na północny zachód od szczytu, blisko drogi Hvězda – Ovčárna znajduje się chata Finsterlovka. Nie ma ona jednak charakteru typowego schroniska turystycznego.

### Szlaki turystyczne
Klub Czeskich Turystów (cz. Klub Českých Turistů) wytyczył w obrębie góry cztery szlaki turystyczne na trasach:
 Červenohorské sedlo – góra Velký Klínovec – przełęcz Hřebenová – szczyt Výrovka – przełęcz Sedlo pod Malým Jezerníkem – szczyt Malý Jezerník – góra Velký Jezerník – przełęcz Sedlo Velký Jezerník – schronisko Švýcárna – góra Pradziad – przełęcz U Barborky – góra Petrovy kameny – Ovčárna – przełęcz Sedlo u Petrových kamenů – góra Vysoká hole – szczyt Vysoká hole–JZ – szczyt Kamzičník – góra Velký Máj – przełęcz Sedlo nad Malým kotlem – góra Jelení hřbet – Jelení studánka – przełęcz Sedlo pod Jelení studánkou – góra Jelenka – góra Ostružná – Rýmařov
 Karlova Studánka – dolina potoku Biała Opawa – góra Ostrý vrch – schronisko Barborka – przełęcz U Barborky – góra Petrovy kameny – Ovčárna – góra Vysoká hole – Velká kotlina – Malá Morávka
 Kouty nad Desnou – góra Hřbety – góra Nad Petrovkou – Kamzík – góra Velký Jezerník – przełęcz Sedlo Velký Jezerník – schronisko Švýcárna – góra Pradziad – góra Petrovy kameny – Ovčárna – Karlova Studánka
 Karlova Studánka – dolina potoku Biała Opawa – góra Ostrý vrch – wodospady Białej Opawy – góra Petrovy kameny – Ovčárna – góra Vysoká hole – góra Temná – góra Kopřivná – Karlov pod Pradědem – Malá Morávka

### Szlaki rowerowe
Przez górę przechodzi również szlak rowerowy na trasie:
 Červenohorské sedlo – góra Velký Klínovec – góra Výrovka – Kamzík – góra Velký Jezerník – przełęcz Sedlo Velký Jezerník – schronisko Švýcárna – góra Pradziad – przełęcz U Barborky – góra Petrovy kameny – Ovčárna – przełęcz Hvězda
 podjazd Przełęcz Hvězda – Pradziad: (długość: 9,1 km, różnica wysokości: 632 m, średnie nachylenie podjazdu: 6,9%)

### Trasy narciarskie
W okresach ośnieżenia stokiem góry przebiega trasa narciarstwa biegowego o nazwie tzw. (cz. Jesenická magistrála).
Ponadto ze stoków góry wytyczono trzy trasy narciarstwa zjazdowego, wchodzące w skład ośrodka narciarskiego (cz. Sport centrum Figura Praděd-Ovčárna):
| Trasy narciarstwa zjazdowego z wyciągami z góry Petrovy kameny |                    |                 |                     |                |                   |
| Lp.                                                            | Trasa i oznaczenie | Długość trasy m | Różnica wysokości m | Rodzaj wyciągu | Długość wyciągu m |
| 1                                                              | 5                  | 280             | 85                  | orczykowy      | 260               |
| 2                                                              | 6                  | 780             | 173                 | orczykowy      | 650               |
| 3                                                              | Malý Václavák 8    | 150             | 26                  | orczykowy      | 130               |